# 傑森·繆斯
傑森·愛德華·繆斯（英語：Jason Edward Mewes，1974年6月12日—），美國男演員、喜劇演員、製片人和網路電台主持人。他較為著名的是在好友凱文·史密斯的View Askew宇宙中與史密斯共同飾演傑與沉默鮑勃。

## 早期生活
繆斯出生於紐澤西州的高地。他生長在一個工人階級的家庭，繆斯從未知道自己的父親是誰，而母親則是一個有前科的吸毒者。
繆斯與凱文·史密斯是好友，並從史密斯執導的首部電影起參演其大多數的電影。

## 個人生活
2009年1月30日，繆斯與Jordan Monsanto舉辦一場簡單的儀式成婚；並在5月下旬舉辦了一場更大的婚禮。他們的女兒Logan Lee於2015年4月1日出生。

## 外部連結
- 官方網站
- 傑森·繆斯在互联网电影资料库（IMDb）上的資料（英文）
- Interviews Askew: Jason Mewes （页面存档备份，存于） (Interview from March 14, 1999)
- "Jay & Silent Bob Get Old Podcast" Podcast with Smith and Mewes discussing Mewes and his addiction.